# Innayya Chinna Addagatla
Mons. Innayya Chinna Addagatla (2. května 1937 Ravipadu – 1. dubna 2022) byl indický římskokatolický kněz a biskup diecéze Srikakulam.

## Život
Narodil se 2. května 1937 v Ravipadu. Dne 4. ledna 1965 byl vysvěcen na kněze. Dne 17. dubna 1989 jej papež Jan Pavel II. jmenoval biskupem diecéze Nalgonda. Biskupské svěcení přijal 29. června 1989 z rukou biskupa Mariadase Kagithapu a spolusvětitelé byli arcibiskup Saminini Arulappa a biskup John Mulagada. Dne 1. července 1993 jej papež Jan Pavel II. ustanovil biskupem diecéze Srikakulam.